# Mastjärnarna (Ovikens socken, Jämtland, 698278-137885)
Mastjärnarna är en sjö i Bergs kommun i Jämtland och ingår i Ljungans huvudavrinningsområde.